# Kopalnia Węgla Kamiennego Szczygłowice
Kopalnia Węgla Kamiennego Knurów-Szczygłowice – kopalnia węgla kamiennego, położona w województwie śląskim, w powiecie gliwickim, w Knurowie. Obecnie działa jako Ruch Szczygłowice KWK Knurów-Szczygłowice.
Prace przy budowie kopalni rozpoczęto w 1957. Pole wydobywcze kopalni ma powierzchnię 21,3 km² i leży na zachodnim brzegu głównej niecki węglowej. Eksploatowane złoża znajdują się w południowej części Knurowa oraz pod częścią miasta Czerwionka-Leszczyny i gminy Pilchowice. Obecne możliwości techniczne zabezpieczają wydobycie na poziomie 11 800 ton węgla na dobę.
Kopalnia „Szczygłowice” posiada kamienną strukturę udostępnienia złoża – pokłady węgla są udostępnione na poziomach 350 m, 450 m, 650 m i 850 m wytycznymi oraz przecznicami. Z podszybia każdego poziomu poprowadzona jest wytyczna po rozciągłości złoża w kierunku wschodnim i zachodnim. Zasoby bilansowe kopalni wynoszą 670 milionów ton, przy czym tzw. zasoby operatywne (których wydobycie byłoby opłacalne ekonomicznie) wynoszą 300 milionów ton. Wynika z tego przewidywany okres eksploatacji do 2055.
Pod względem prawnym kopalnia była samodzielnym przedsiębiorstwem do 1993, następnie weszła w skład Gliwickiej Spółki Węglowej, a od 1 lutego 2003 jest zakładem górniczym (rejonem) w Kompanii Węglowej S.A.
Obecnie zwiększa się udział firm prywatnych w obsłudze kopalni, liczba zatrudnionych pracowników wynosiła w październiku 2007 blisko 800 osób. Spółki te obsługują min. transport, naprawy oraz płuczkę.
4 września 2008 nastąpiła katastrofa budowlana - zapadła się wieża szybu wentylacyjnego i 2 budynki.
1 kwietnia 2009 nastąpiło połączenie KWK Knurów z KWK Szczygłowice - od tego dnia kopalnie te stanowią dwa ruchy jednej kopalni Knurów-Szczygłowice.
1 sierpnia 2014 kopalnia została przejęta przez JSW S.A.
Ruch Szczygłowice jest zabezpieczany przez Okręgową Stację Ratownictwa Górniczego w Wodzisławiu Śląskim.

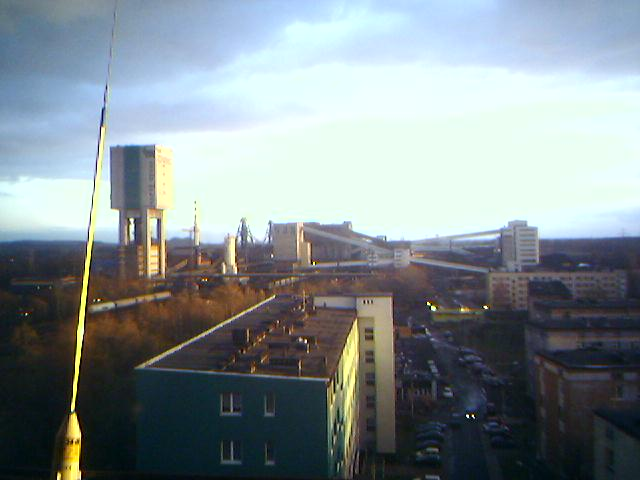
KWK Szczygłowice i dawny hotel górniczy